# Velîkîi Oleksandriv, Vinkivți
Velîkîi Oleksandriv (în ucraineană Великий Олександрів) este o comună în raionul Vinkivți, regiunea Hmelnîțkîi, Ucraina, formată numai din satul de reședință.

## Demografie
Componența lingvistică a comunei Velîkîi Oleksandriv
     Ucraineană (99,49%)
     Alte limbi (0,4%)
Conform recensământului din 2001, majoritatea populației comunei Velîkîi Oleksandriv era vorbitoare de ucraineană (99,49%), existând în minoritate și vorbitori de alte limbi.